# Trichouropodella panamaensis
Trichouropodella panamaensis es una especie de arácnido del orden Mesostigmata de la familia Uropodidae.

## Distribución geográfica
Se encuentra en Brasil y Panamá.